# Plinthisus martini
Plinthisus martini är en insektsart som beskrevs av Van Duzee 1921. Plinthisus martini ingår i släktet Plinthisus och familjen Rhyparochromidae. Inga underarter finns listade i Catalogue of Life.